# Abdoulaye Dabo
Abdoulaye Dabo (* 4. März 2001 in Nantes) ist ein französischer Fußballspieler, der aktuell bei Adanaspor unter Vertrag steht.

## Vereinskarriere
Am 4. Oktober 2017 unterzeichnete Dabo im Alter von 16 Jahren seinen ersten Profivertrag beim FC Nantes. Am 11. August 2018 feierte Dabo in einem Ligue-1-Spiel gegen die AS Monaco sein Debüt für den FC Nantes. Mitte Januar 2021 wurde er für den Rest der Saison mit anschließender Kaufoption an die Reservemannschaft von Juventus Turin verliehen.
Am 31. Januar 2022 unterschrieb Dabo beim griechischen Klub Olympiakos Piräus einen Vertrag bis 2026.
Nach einer Leihe zu Levadiakos wechselte er 2023 in die Türkei zu Adanaspor.

## Internationale Karriere
Dabo wurde in Frankreich geboren und ist guineischer Abstammung. Er ist ein mehrmaliger Jugend-Nationalspieler Frankreichs (U16 bis U17-Auswahlen).